# عبد الله بن سعود العنزي
عبد الله بن سعود بن رحيّل الطويلعي العنزي هو دبلوماسي سعودي، قضى حياته العملية بين أروقة وزارة الخارجية، تقلّد خلالها العديد من المناصب، ومثلها في عدد من الوفود الرسمية، وشارك خلال مسيرته العملية في مجموعة من الاجتماعات الإقليمية والدولية. عُيّن في 22 أبريل 2021 سفيرًا فوق العادة ومفوضًا لخادم الحرمين الشريفين لدى سلطنة عُمان،  وعُيّن في 5 سبتمبر 2023 سفيرًا لخادم الحرمين الشريفين لدى إيران.

## النشأة
ولد عبد الله بن سعود الطويلعي العنزي في مدينة الطائف، ونشأ منذ صغره في أسرة عسكرية وعلمية، حيث كان والده اللواء متقاعد/ سعود بن رحيل الطويلعي العنزي، قائد حرس الحدود السعودي بمنطقة جازان، وأشقائه اللواء الركن متقاعد/ سلطان بن سعود الطويلعي العنزي، قائد حرس الحدود بالمنطقة الجنوبية، والدكتور/ عبد لعزيز بن سعود العنزي، مدير جامعة تبوك سابقًا، وأ. د./ محمد بن سعود الطويلعي العنزي الأكاديمي بجامعة الملك سعود.

## التعليم
- دبلوم معهد الأمير سعود الفيصل للدراسات الدبلوماسية بتقدير ممتاز (الأول على الدفعة)، وحاصل على جائزة سمو وزير الخارجية.
- تخرج من جامعة الملك سعود، حيث حصل على درجة البكالوريوس في العلوم السياسية.
- حصل على الشهادة الثانوية العامة من مدرسة أبي بكر الصديق بتقدير ممتاز (الأول على مستوى المملكة).

## المناصب والخبرات
- مدير عام الإدارة العامة للقضايا الدولية في وكالة الوزارة المتعددة الأطراف.
- مدير عام إدارة العلاقات الاقتصادية الدولية بوزارة الخارجية.
- إعداد التقارير الاقتصادي والمشاركة في أعمال اللجان المشتركة والاتفاقيات الثنائية المتخصصة (منع الازدواج الضريبي -الاستثمار) والاعداد لزيارات مجالس الأعمال وتقييم المعارض والندوات المتخصصة.
- أمين عام مجلس التنسيق السعودي القطري (1441-1429هـ) وعضو في اللجنة التحضيرية للجانب السعودي بمجلس التنسيق السعودي القطري في الديوان الملكي السعودي.
- المشاركة في اجتماعات هيئة الخبراء بمجلس الوزراء لدراسة مشاريع الاتفاقيات ومذكرات التفاهم التي وقعت في إطار مجلس التنسيق السعودي القطري.
- المشاركة في اللجنة الوزارية الفرعية المشتركة لمجلس التنسيق السعودي القطري، واعداد محاضر الجانب السعودي في اللجنة الوزارية.
- المشاركة في اجتماعات مجلس التنسيق السعودي القطري الخمسة التي عقدت في الرياض والدوحة وجدة، والاعداد لمحاضرها.[4]
- رئيس وفد المملكة في اجتماعات اللجنة الإسلامية والاقتصادية والثقافية والاجتماعية التابعة لمنظمة المؤتمر الإسلامي التي عقدت في جدة.
- المشاركة في اجتماعات وزراء خارجية الدول الإسلامية التي عقدت في كمبالا.
- المشاركة في القمة الإسلامية التي عقدت في السنغال، وفي الاجتماعات التحضيرية لها على مستوى الوزراء والخبراء.
- المشاركة في اجتماعات وزراء خارجية دول مجلس التعاون لدول الخليج العربية، ولجانه الوزارية.
- المشاركة في القمة الخليجية (28) التي عقدت في الدوحة.
- المشاركة في العديد من اجتماعات هيئة الخبراء بمجلس الوزراء.
- العمل بوفد المملكة العربية السعودية الدائم لدى الأمم المتحدة، ومسؤول عن القضايا الاقتصادية والمساعدات التنموية والإرهاب الدولي ولجانه في مجلس الأمن، والبيئة والتنمية المستدامة.
- القيام بكافة الإجراءات القانونية لحصول مجلس التعاون لدول الخليج العربية على صفة مراقب في الأمم المتحدة.
- حضور اجتماعات لجنة الصومال التابعة لمجلس الأمن، وتفنيد الاتهامات الموجهة للمملكة، وتم تعديل التقرير النهائي بما يضمن حقوق المملكة.
- حضور اجتماعات الجمعية العامة، والمجلس الاقتصادي والاجتماعي بالأمم المتحدة.
- القيام بكافة الاجراءات القانونية لحصول البنك الإسلامي للتنمية على صفة مراقب في الأمم المتحدة.
- القيام بكافة الإجراءات القانونية لحصول صندوق الدول المصدرة للنفط للتنمية الدولية على صفة مراقب بالأمم المتحدة.
- المشاركة في المشاورات غير الرسمية بشأن صياغة إستراتيجية الأمم المتحدة العالمية لمكافحة الإرهاب.
- شكر من رئيس مجموعة (77) والصين على الجهود المبذولة في إطار المجموعة في إبراز جهود المملكة في مجال مكافحة الإرهاب.
- تأسيس وافتتاح أول سفارة للمملكة العربية السعودية في جمهورية التشيك.
- المشاركة في اجتماعات اللجنة الوزارية السعودية اليمنية المشتركة.
- المشاركة في العديد من اللجان المشتركة والمؤتمرات والندوات الدولية.
- في عام 2011 وافق مجلس الوزراء على تعيين عبد الله العنزي بوظيفة (وزير مفوض) في وزارة الخارجية.[5]

## الجوائز والتكريمات

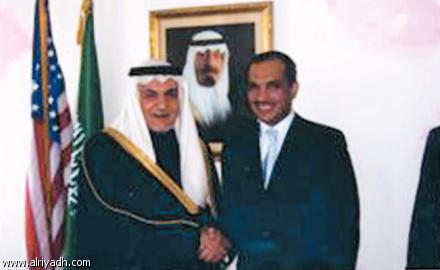
قدم الأمير تركي الفيصل خلال الاحتفال جائزة الموظف المثالي التي حصل عليها عبد الله بن سعود العنزي من مكتب البعثة السعودية لدى الأمم المتحدة لجهوده في هذا المجال.

- الحصول على جائزة سمو سفير خادم الحرمين الشريفين لدى الولايات المتحدة الأمريكية للموظف المثالي على كافة الممثليات والمكاتب والملحقيات في أمريكا في عام 2006.[6][7]
- جائزة مندوب دولة قطر الدائم لدى الأمم المتحدة في نيويورك.
- خطاب شكر من الرابطة الاتحادي للسياسة الأمنية في أكاديمية السياسة والاقتصاد والثقافة الألمانية على المحاضرة التي ألقيت عليهم في نيويورك.
- خطاب شكر من معالي وكيل الأمين العام للأمم المتحدة للشؤون السياسية.
- العديد من خطابات الشكر من الوزارات والجهات الحكومية، وهيئات ومنظمات دولية، والمدير التنفيذي للمملكة لدى مجموعة البنك الدولي، ورئيس صندوق الدول المصدرة للنفط للتنمية الدولية، البنك الإسلامي للتنمية ومن سمو مساعد وزير الخارجية على الجهد المتميز الذي بذل في افتتاح سفارة المملكة في جمهورية التشيك.
- الحصول على وسام النعمان من الدرجة الأولى الذي منحه إياه السلطان هيثم بن طارق سلطان دولة عمان وهو وسام عماني رفيع يتم منحه تشريفًا لمن ساهم في خدمة العلاقات الثنائية بين سلطنة عمان والدول الشقيقة. [8][9]